# Sabadell
Sabadell er en by i regionen Catalonien i det nordøstlige Spanien med 222.177(2024) indbyggere. Byen ligger ca. 20 kilometer nord for regionens hovedby Barcelona.